# Sorin Tăbăcariu
Sorin Mădălin Tăbăcariu (sinh ngày 23 tháng 7 năm 1994) là một cầu thủ bóng đá người România thi đấu ở vị trí tiền vệ cho câu lạc bộ Liga II Argeș Pitești.